# Mihály Csíkszentmihályi
Mihály Csíkszentmihályi (ur. 29 września 1934 w Fiume, zm. 20 października 2021 w Claremont) – węgiersko-amerykański psycholog, który emigrował do Stanów Zjednoczonych w wieku 22 lat. Emerytowany profesor psychologii na University of Chicago i wykładowca Claremont Graduate University. Głównym badanym przez Csíkszentmihályiego zagadnieniem było szczęście, kreatywność, dobre samopoczucie psychiczne itp., co znalazło odzwierciedlenie w stworzonej przez niego teorii przepływu.

## Książki wydane w Polsce
- Przepływ. Psychologia optymalnego doświadczenia (Flow: The Psychology of Optimal Experience, 1990), wyd. 1: Studio Emka, Warszawa 1997; wyd. 2: Santorski 2005 ISBN 83-920207-7-4, 436 ss.
- Urok codzienności. Psychologia emocjonalnego przepływu. Seria Masterminds, Warszawa: Wydawnictwo W.A.B., 1998 ISBN 83-87021-47-4, 230 ss.